# Comté de Cedar (Nebraska)
Pour les articles homonymes, voir Comté de Cedar.
Le comté de Cedar est un comté de l'État du Nebraska, aux États-Unis. Son siège est la ville de Hartington.